# Alex & Daniel
Alex & Daniel fue un dúo chileno de indie pop formado en 2012 por Álex Anwandter y Gepe.

## Historia
En noviembre de 2012 lanzaron su primer single llamado "Mundo Real" como adelanto de su álbum. Finalmente el álbum homónimo de 8 canciones fue publicado a inicios de mayo de 2013.

## Discografía
- 2013: Alex & Daniel[4]